# La fuerza de la sangre
La fuerza de la sangre es una de las Novelas ejemplares de Miguel de Cervantes Saavedra. Se desarrolla en Toledo y tiene como protagonistas a dos jóvenes del lugar.

## Argumento
Una noche de verano, una familia vuelve de pasar el día junto al río Tajo: un anciano hidalgo, su esposa, su hija mayor, de unos dieciséis años, su hijo pequeño y la criada. Rodolfo, un joven de unos veintidós años de aquella ciudad, va a caballo junto con otros cuatro amigos suyos en dirección contraria a la familia. Todos los jóvenes son de buena familia y perversas intenciones. Rodolfo, fascinado por la hermosura de la hija mayor, de nombre Leocadia, decide acostarse con ella. Tras proponerle la idea a sus amigos, todos dan media vuelta para raptarla, por dar gusto a Rodolfo.
Los jóvenes se cubren los rostros y desenvainan las espadas. A pesar de los esfuerzos de la familia por defenderse, sus llantos y las llamadas de socorro, Rodolfo logra raptar a Leocadia, que se desmaya por el camino. El joven se la lleva a su propia casa, donde la viola aprovechando su inconsciencia. Tras consumar la violación, Rodolfo decide abandonar a Leocadia en la calle, pero ella despierta y, tras recriminarle su maldad, le pide que le haga el favor de matarla, pues prefiere la muerte antes que vivir deshonrada. Al no hacerlo, Leocadia le hace prometer a Rodolfo (cuyo rostro no llega a ver en ningún momento) que jamás hablará con nadie de lo sucedido y que la dejará en la calle, sin seguirla ni preguntarle por su nombre ni el de su familia. 
Rodolfo va a buscar a sus compañeros para pedirles consejo, lo que ella aprovecha para observar detenidamente la habitación y las vistas de la ventana con el propósito de saber bien dónde está y robar un pequeño crucifijo de plata para tener una prueba de que ha estado allí. Al cabo de un rato, Rodolfo vuelve, la monta en su caballo con los ojos vendados y, por fin, la deja libre. 
Leocadia se reencuentra con su familia, que la recibe con gran alegría; tras contarles todo lo sucedido, les propone entregar el crucifijo en la iglesia y que se haga pública su ofensa para poder encontrar al culpable. Sin embargo, su padre la disuade de la idea, porque hay menos probabilidades de que aparezca el culpable que de que la malicia del pueblo haga escarnio público de la deshonra de Leocadia. Lo único que puede hacer es rezar y resignarse. Mientras tanto, Rodolfo se marcha de viaje a Italia tras prácticamente haber olvidado lo sucedido. 
Leocadia pasa el tiempo recluida en su casa sin tener contacto con nadie por temor a que se den cuenta de su desgracia, pero no tarda en descubrir que ha quedado embarazada de esa fatídica noche. Finalmente, da a luz en secreto a un hijo, al que llama Luis en honor a su propio padre.
Luis (al que los abuelos hacen por su sobrino) crece y se convierte en un niño muy querido y alabado por todos, pues es muy guapo e inteligente. Sin embargo, cuando Luis tiene siete años, es arrollado por un caballo que participa en una carrera y queda herido. Un anciano de ilustre familia se compadece de él y manda a sus criados que lo lleven a su propia casa para que lo atienda el médico. Mientras se lo llevan, la noticia del accidente se extiende por todo Toledo y llega oídos de Leocadia y sus padres, que van a buscar al niño. 
Al llegar, los padres de Leocadia son informados por el médico de que el niño se recuperará sin problemas; a su vez, el dueño de la casa (que ha tomado a los padres de Leocadia por padres de Luis) les explica a éstos que dará hospitalidad al niño durante todo el tiempo que esté recuperándose de las heridas; añade también que sintió el impulso de socorrer al pequeño porque vio en su rostro los rasgos de su propio hijo, al que hace siete años que no ve. La familia se admira de la bondad del caballero, pero Leocadia se da cuenta de que la habitación en la que está es justamente aquella en la que fue deshonrada y que el hijo de esa pareja es el hombre que la violó.
En los días siguientes, Leocadia y su madre visitan con frecuencia a Luis. En una ocasión, la joven le cuenta toda su historia a la dueña de la casa, de nombre doña Estefanía, y como prueba le muestra el crucifijo de plata, que tanto ella como su hijo echaron en falta al poco tiempo de lo sucedido. Tanto ella como su marido se alegran mucho de conocer la verdad, pues los dos sienten gran cariño por Leocadia y Luis, y el caballero manda una carta a Rodolfo para que vuelva de Nápoles enseguida porque han encontrado a una mujer de gran belleza que será una esposa perfecta para él. Después de varios días de viaje, Rodolfo vuelve a casa lleno de emoción y curiosidad por conocer a su futura esposa, pero sin sospechar nada de los verdaderos planes de sus padres. 
Durante la cena de bienvenida para Rodolfo, a la que han sido invitados dos amigos suyos, doña Estefanía les pregunta secreta e insistentemente a éstos si recuerdan que Rodolfo hubiese raptado a una joven años atrás. Cuando éstos confiesan que sí lo hizo y su propia participación en el rapto, doña Estefanía sigue adelante con el plan y le muestra en secreto a su hijo el retrato de una mujer de gran fealdad y le hace creer que va a casarse con esa mujer.
Doña Estefanía comprueba con satisfacción el rechazo de su hijo ante ese matrimonio y manda llamar a la mesa a Leocadia, a la que hace pasar por invitada suya. Rodolfo (que no recuerda a Leocadia) queda admirado de su belleza y desea poseerla. Pero Leocadia, al recordar lo sucedido con él, cae en un profundo desmayo debido al temor de ser rechazada y quedar deshonrada para siempre, o por no querer casarse con el hombre que la había violado.
Cuando ambos recuperan la consciencia, doña Estefanía le revela a su hijo toda la verdad y hace que un cura los case allí mismo. Las dos familias se alegran por la pareja, que vive feliz para siempre.

## Personajes
- La pareja de protagonistas, Leocadia, muchacha de 16 años, de familia humilde; hermosa y dulce, y Rodolfo, joven de 22 años, de buena familia; pero libertino.
- Un anciano hidalgo: El padre de Leocadia.
- La madre de Leocadia: Uno de los apoyos principales de Leocadia.
- Luis: Hijo de Leocadia y Rodolfo, un niño inocente fruto del goce de su padre y la desdicha de su madre.
- Los amigos de Rodolfo: Jóvenes como él, libertinos, atrevidos.
- Los padres de Rodolfo: Personas de sangre ilustre, pero sensibles ante la desgracia del niño que vieron tendido por un accidente; dispuestos a reparar el crimen de su hijo.
- Criadas y Criados: Empleados de doña Estefanía.
- Cirujano: Quien cura a Luis.
- Cura: Quien casa a Rodolfo y Leocadia.
- Caballo: Quien atropelló a Luis.
- Hermano menor de Leocadia.